# Herbert Owar Dunn
Herbert Owar Dunn (Westerly, 19 de maio de 1857 – Baltimore, 6 de março de 1939) foi o primeiro comandante da base naval dos Estados Unidos em Ponta Delgada, ilha de São Miguel, Açores, e grande benemérito pela ajuda americana dispensada durante a grande epidemia de pneumónica que no outono de 1918 matou cerca de 2000 pessoas naquela ilha.

## Biografia
Como cadete, Herbert O. Dunn embarcou em 1877 no USS Constellation numa viagem que o levou ao Atlântico Sul. Terminou o seu curso naval em 1879, iniciando uma carreira naval que em 1917, em plena Grande Guerra e já como contra-almirante, o trouxe ao comando das forças navais norte-americanas estacionadas na Base Naval de Ponta Delgada.
Na sua acção à frente do comando americano, reconhecida em sucessivas manifestações populares de apreço e homenagem, destaca-se o apoio decisivo às autoridades micaelenses no combate à epidemia de gripe pneumónica que deflagrou em Outubro de 1918, sem o qual seria certamente muito superior o número de mortos registado em S. Miguel.
Enquente esteve em Ponta Delgada, o almirante Dunn morava no Almirantado Americano instalado no palacete que pertencera a Thomas Hickling (hoje Hotel de São Pedro), e onde antes havia funcionado o consulado americano. Por essa razão a Câmara Municipal atribuiu o seu nome ao largo fronteiro, procedendo ao descerramento da lápide toponímica a 13 de Abril de 1919.
Pela sua acção nos Açores recebeu a medalha de Serviços Distintos, do Governo dos Estados Unidos, e foi condecorado por Portugal com o grande oficialato da Ordem de Avis.
Em 19 de Março de 1919, sob proposta do vogal Evaristo Ferreira Travassos, a Câmara Municipal de Ponta Delgada criou o título de Cidadão Honorário de Ponta Delgada, atribuindo-o, pela primeira vez, ao Almirante Dunn.
Regressado aos Estados Unidos, o almirante Dunn estava ainda destinada a atingir grande notoriedade em resultado de um inquérito (veja abaixo) de que foi encarregado.
Desenhou uma âncora especial, da qual obteve patente. Documentação referente a esta matéria e um álbum fotográfico estão depositados na Henry E. Eccles Library do Naval War College, em Newport, Rhode Island. O álbum contém fotografias tiradas em 1877 em Montevideu e no Rio de Janeiro.
Foi um grande entusiasta dos desportos náuticos, contribuindo para a dinamização do iatismo em Rhode Island, onde ainda é lembrado por essa actividade (veja-se The Log of the Mystic Seaport, 31(3):101 e 6(4):21).
Herbert O. Dunn reformou-se em 1921 no posto de contra-almirante e faleceu em Baltimore em 6 de Março de 1939.

## Inquérito Dunn
Em 1919 a Marinha dos Estados Unidos resolveu investigar práticas homossexuais na Newport Naval Training Station de Rhode Island, enviando um grupo de jovens recrutas para "encontros" com o objectivo de desmascarar militares homossexuais então ao seu serviço. Os recrutas praticaram sexo com os suspeitos e, quando o assunto foi conhecido do público na sequência das condenações dos militares homossexuais, rebentou um enorme escândalo (o famoso Newport Scandal), bem retratado na obra de Lawrence Murphy intitulada Perverts by Official Order: The Campaign Against Homosexuals by the United States Navy (New York: Haworth Press, 1988; 340 pp.).
Quando o assunto atingiu proporções nacionais, o Subsecretário da Marinha, e futuro presidente dos Estados Unidos, Franklin Delano Roosevelt, o conhecido FDR, que culpava o editor do Providence Journal, John Rathom, pelo sensacionalismo que rodeara a revelação do autos, nomeou o seu amigo Herbert O. Dunn para investigar o assunto.
O Inquérito Dunn iniciou-se a 17 de Janeiro de 1920, no meio de intensa actividade jornalística.
O inquérito tentou apurar as razões porque os jovens recrutas tinham mantido sexo com os camaradas (e nalguns casos, dizia-se, tinham apreciado…)[carece de fontes?]. Depois de muitas explicações, o próprio FDR foi chamado a testemunhar perante a comissão de inquérito, comparecendo a 25 de Abril de 1920. Nas suas respostas, FDR teve de admitir que não era boa prática sancionar um método que permitia que recrutas da Marinha submetessem os seus corpos a vícios contra-natura para obter provas.
Em resultado do inquérito, Dunn, propôs a reprovação dos métodos seguidos, tendo o Secretário da Marinha, Josephus Daniels, ordenado a repreensão por escrito dos responsáveis pela condução da operação.
Contudo o escândalo não terminou já que o Senado nomeou uma comissão de inquérito para apurar responsabilidades. Os senadores Lewis H. Ball (R-Delaware), Henry W. Keyes (R-Vermont), e William H. King (D-Utah) constituíram a comissão de inquérito.
Chamados novamente a testemunhar, os jovens envolvidos, aparentemente para grande alívio da comissão, recusaram-se a detalhar as suas experiências sexuais. Contudo, foi apurado, para espanto dos senadores, que os jovens tinham sido compelidos, sob ordens específicas … a cometer actos vis e imorais com outros marinheiros ou a propor que esses actos fossem cometidos com eles. Apurou-se então que, ao todo, 41 marinheiros tinham sido envolvidos, 10 dos quais com idades entre os 16 e os dezenove anos, e o resto com idades entre os 21 e os 32 anos. A comissão culpou os responsáveis pela missão e ofereceu palavras de comiseração aos miúdos ingénuos que tinha sido forçados a fazer aqueles actos por causa da sua ignorância em relação ao dever de obediência a qualquer ordem dada por um superior.
Em 1922, já com o escândalo quase esquecido, o novo Secretário da Marinha Edwin Denby, nomeado pelo presidente recém-eleito Warren Harding (Republicano), ordenou a libertação de alguns dos condenados (que foram depois expulsos da Marinha) e o arquivamento do processo.